# Montrichardia
Montrichardia Crueg. – rodzaj wysokich roślin zielnych, należący do rodziny obrazkowatych, liczący 2 gatunki żyjące w neotropikalnych regionach Ameryki Środkowej i Południowej: Montrichardia arborescens (L.) Schott i Montrichardia linifera (Arruda) Schott oraz gatunek wymarły Montrichardia aquatica†, który występował w okresie paleocenu na obecnym terytorium Kolumbii.

## Morfologia
PokrójRosłe, a nawet olbrzymie, niemal drzewiaste rośliny zielne, o maksymalnej wysokości od 3 metrów (M. arborescens) do 4 metrów (M. linifera), tworzące rozległe szuwary na brzegach rzek i jezior oraz pływające wyspy.
KłączeRosnące poziomo w błocie lub wodzie.
ŁodygaWzniesiona, zdrewniała, z wyraźnymi bliznami liściowymi, niekiedy pokryta krótkimi kolcami. Międzywęźla o długości do 30 cm. U starszych roślin może osiągnąć u podstawy średnicę do 25 cm.
LiścieRośliny tworzą kilka liści zebranych w szczytową koronę. Pochwy liściowe o długości do 15 cm.  Ogonki liściowe o długości do 30 cm. Blaszki liściowe sercowato-strzałkowate do oszczepowatych (rzadziej trójsieczne), o maksymalnej długości od 30 cm (M. arborescens) do 50 cm (M. linifera). Użyłkowanie pierwszo- i drugorzędowe pierzaste, dalsze siatkowate.
KwiatyRośliny jednopienne. Pojedynczy (rzadko dwa) kwiatostan, typu kolbiastego pseudancjum wyrasta ze szczytu łodygi na relatywnie krótkiej szypułce, o długości od 12 cm (M. arborescens) do 20 cm (M. linifera). Pochwa kwiatostanu gruba, o długości 17–20 cm, wewnątrz biaława, z zewnątrz żółtawo-zielona; brzegi pochwy lekko zwinięte u podstawy, dalej rozłożone. Kolba równa długości pochwy, gęsto pokryta na całej długości kwiatami płodnymi. Kwiaty żeńskie, położone na dolnych 3–4 cm kolby, o zalążniach siedzących, pryzmatyczno-jajowatych, jednokomorowych (u M. arborescens niekiedy dwukomorowych), zawierających od 1 do 2 anatropowych zalążków. Szyjki słupka niemal nieobecne. Znamiona słupka położone centralnie, okrągłe, białe. Kwiaty męskie 3-6-pręcikowe. Nitki pręcików niemal nieobecne. Główki pręcików ostrosłupowo-pryzmatyczne, przylegające, białe.
OwoceJagody o gąbczastej owocni, zdrewniałe i popękane przy wierzchołku, u M. linifera podłużno-jajowate, o wymiarach 1,7×4 cm, u M. arborescens niemal kuliste o średnicy 1–1,5 cm. Nasiona duże, eliptyczne do odwrotnie jajowatych, o gładkiej do szorstkiej, brązowej łupinie.

## Biologia i ekologia

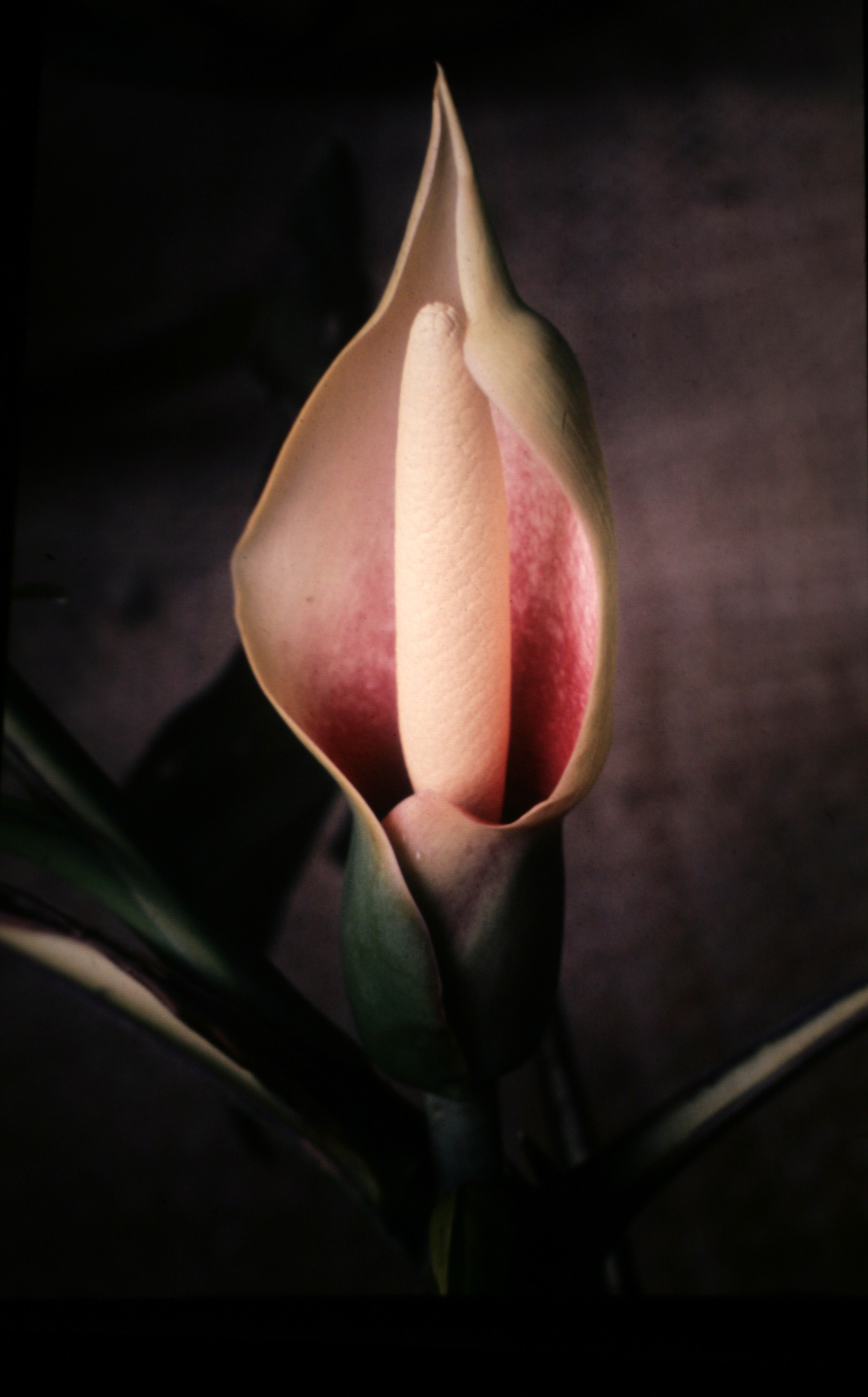
Kwiatostan Montrichardia arborescens

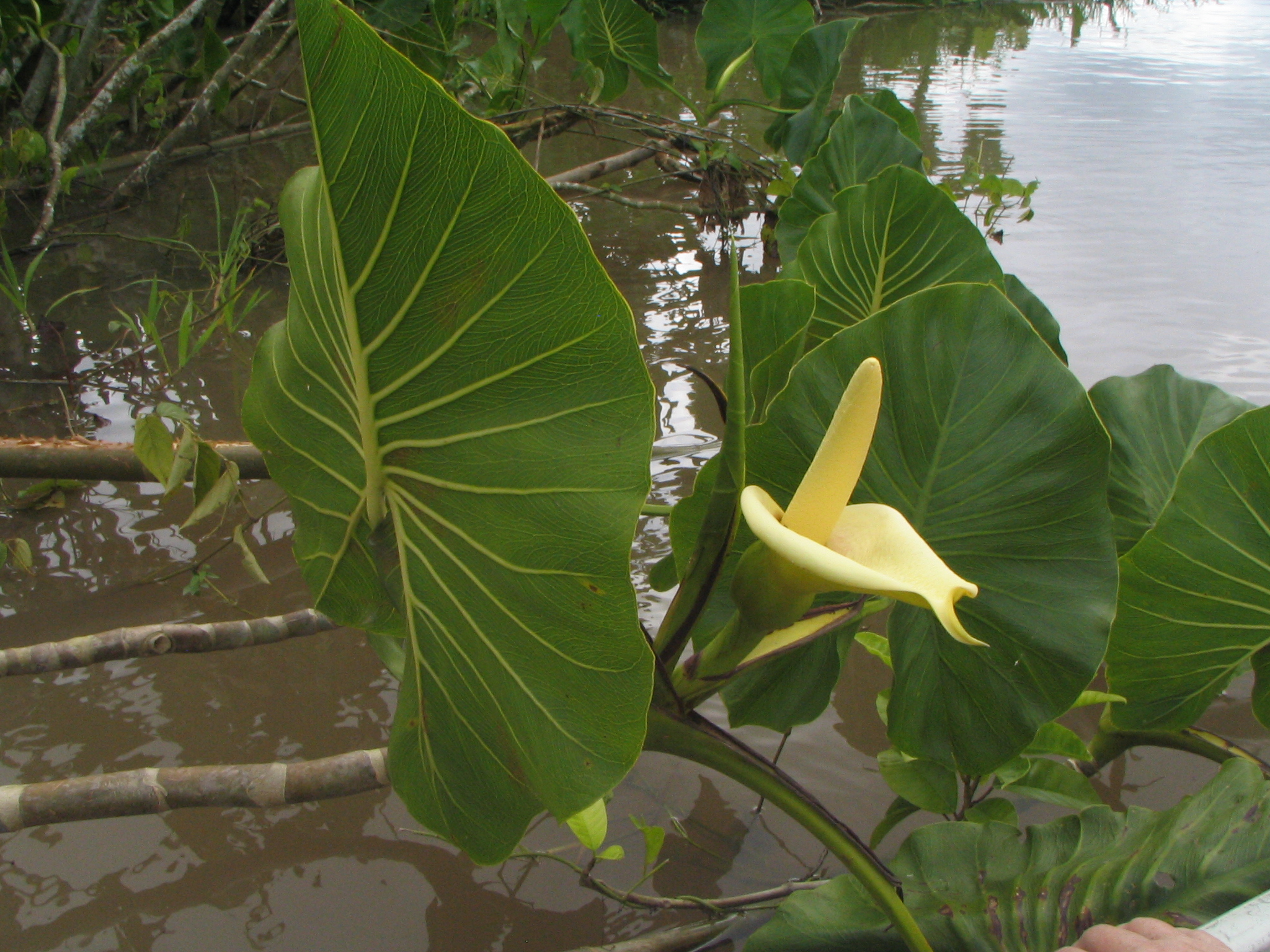
Pokrój Montrichardia linifera

RozwójRośliny z rodzaju Montrichardia są wiecznie zielonymi, wieloletnimi, słodkowodnymi helofitami strefy szuwaru wysokiego, zasiedlającymi brzegi i ujścia rzek, bagna oraz błota terenów zalewowych. Kwitną w październiku. Cykl rozrodczy trwa przeważnie 2 doby, rzadziej 3–4. Pochwa zaczyna się otwierać o poranku pierwszego dnia kwitnienia, osiągając pełne otwarcie przed zmierzchem. O zmierzchu znamiona słupków wilgotnieją, kolba zaczyna się nagrzewać i wydaje silny aromat, wabiący chrząszcze, które żerują na znamionach słupków przez kolejne 24–36 h (nie uszkadzając zalążni). Kolba pozostaje cieplejsza od powietrza o ok. 10 °C przez około 8 godzin (do północy). Podczas drugiego dnia kwitnienia pochwa lekko się przymyka. O zmierzchu drugiego dnia kolba ponownie się nagrzewa do wcześniejszego poziomu, a roślina uwalnia pyłek; jednocześnie kwiatostan zaczyna być opuszczany przez owady. Trzeciego dnia kwitnienia pochwa zaczyna gnić, odpadając najpóźniej pod koniec czwartego dnia. Głównymi owadami zapylającymi rośliny z rodzaju Montrichardia są chrząszcze z rodzaju Cyclocephala (podrodzina rohatyńcowatych). Innymi owadami obserwowanymi na kwiatostanach były Aspidolea quadrata, Erioscelis proba oraz czarnuchowate. Głównym składnikiem aromatu kwiatostanu tych roślin był jasmon.
BioindykacjaSzuwary Montrichardii są typowym siedliskiem hoacynów, które żerują na ich liściach. Liście tych roślin są również pożywieniem syren z gatunku manat karaibski.
Cechy fitochemiczneOba gatunki zawierają w tkankach kryształy szczawianu wapnia. Kontakt z sokiem roślin z gatunku M. arborescens powoduje zapalenie skóry. Rumień pojawia się natychmiast po zetknięciu z sokiem i zanika w ciągu 24–72 godzin. Liście M. linifera zawierają ponad 3,5 g/kg manganu, co jest stężeniem toksycznym dla ssaków, poza tym zawierają alkaloidy, flawonoidy, taniny, triterpeny i estry.
GenetykaLiczba chromosomów 2n = 48.

## Systematyka
Pozycja rodzaju według Angiosperm Phylogeny Website (aktualizowany system APG IV z 2016)Należy do monotypowego plemienia Montrichardieae, podrodziny Aroideae, rodziny obrazkowatych, rzędu żabieńcowców w kladzie jednoliściennych.
Pozycja rodzaju w systemie Reveala z roku 2007Gromada okrytonasienne (Magnoliophyta Cronquist, Takht. & Zimmerm. ex Reveal), podgromada Magnoliophytina (Frohne & U. Jensen ex Reveal), klasa Magnoliopsida (Brongn.), podklasa żabieńcowe (Alismatidae Takht.), nadrząd obrazkopodobne (Aranae Thorne ex Reveal), rząd obrazkowce (Arales Juss. ex Bercht. & J. Presl), rodzina obrazkowate (Araceae Juss.), plemię Montrichardieae Engl..
Pozycja rodzaju według Crescent Bloom (system Reveala z lat 1993–1999)Gromada okrytonasienne (Magnoliophyta Cronquist), podgromada Magnoliophytina (Frohne & U. Jensen ex Reveal), klasa jednoliścienne (Liliopsida Brongn.), podklasa obrazkowe (Aridae Takht.), nadrząd obrazkopodobne (Aranae Thorne ex Reveal), rząd obrazkowce (Arales Dumort.), rodzina obrazkowate (Araceae Juss.), plemię Montrichardieae Engl..

## Nazewnictwo
Toponimia nazwy naukowejNazwa naukowa rodzaju została nadana na cześć hrabiego Gabriela de Montrichard, mecenasa nauk na Trynidadzie, przyjaciela autora rodzaju.
Nazwy zwyczajoweRośliny z gatunku M. arborescens są określane w językach lokalnych jako coumarou, muku muku, moko moko, tiniwiwi, watraman i kru-ku-ne. Zwyczajowa nazwa angielska tego gatunku to yautia madera, francuska: malanga-glatter lub moucou moucou, hiszpańska: arracacho, boroboro lub chupaya, a portugalska: aninga de espinho. Rośliny z gatunku M. linifera określane są lokalnie jako moko moko. Nazwa angielska i hiszpańska tego gatunku to aninga.

## Zastosowanie
Rośliny jadalneNasiona gatunku M. arborescens są spożywane po upieczeniu.
Rośliny leczniczeRośliny z gatunku Montrichardia arborescens zawierają między innymi saponiny sterydowe i wykazują działanie hemostatyczne i ściągające. Sok tych rośliny stosowany jest w leczeniu kaszlu, przeziębienia, nadciśnienia i reumatyzmu, a także jako afrodyzjak i środek do powiększania penisa. Łodyga stosowana jest w przypadku cukrzycy, gruźlicy, pleśniawek, przeziębienia, a także stanowi składnik maści ochronnej przed wyładowaniami węgorza elektrycznego. Sok uzyskiwany z ziela tych roślin stosowany jest w razie ukłucia żądłem przez ogończe, w razie brodawek, a także w głębokich zranieniach. Pieczone, młode pędy tej rośliny w Gujanie Francuskiej stosowane są w razie ukąszenia przez skorpiona. Drobne szczyty łodygi są również używane jako tampony w przypadku krwawień z nosa. Liście stosowane są w razie zapalenia powiek, a także do pozbywania się pęcherzy; wywar z liści stanowi składnik leczniczych kąpieli, stosowanych w razie chorób skóry.
W Surinamie łodyga gatunku M. linifera, pieczona z kulczybą z gatunku Strychnos melinoniana (zawierającą strychninę), stosowana jest jako afrodyzjak, mimo że związki zawarte w liściach roślin tego gatunku wykazują działanie rozkurczowe.
Rośliny ozdobneGatunek M. arborescens uprawiany jest w ogrodach jako roślina ozdobna, pół-wodna, do upiększania terenów wokół stawów i basenów.
Inne zastosowaniaZ roślin gatunku M. arborescens produkowana jest pulpa.